# Klavulanska kislina
Klavulanska kislina je učinkovina iz skupine zaviralcev betalaktamaze, ki se uporablja v kombinaciji s penicilinskimi antibiotiki kot pomoč pri premagovanju bakterijske odpornosti proti tem antibiotikom. Nekatere bakterije namreč izločajo encim betalaktamazo, ki razgradi in inaktivira večino penicilinskih antibiotikov (nekateri novejši penicilini pa so sami odporni na ta encim). Po navadi se uporablja kalijeva sol klavulanske kisline: kalijev klavulanat. Pogosta je kombinacija z amoksicilinom in tudi s tikarcilinom.
Raziskujejo tudi njeno delovanje kot zaviralec NAALADaze in s tem potencialne antidepresivne in afrodiziakalne učinke.. V ZDA že potekajo klinična preskušanja.

## Vir
Klavulanska kislina je poimenovana po glivi Streptomyces clavuligerus, ki v naravi proizvaja to učinkovino.
Biosintetsko se proizvaja iz aminokisline arginin in sladkorja gliceraldehid 3-fosfat.

## Zgodovina
Klavulansko kislino so britanski raziskovalci s farmacevtske družbe Beecham odkrili med letoma 1974 in 1975. Podjetje je vložilo leta 1981 vlogo za patentno zaščito. Patente je pridobilo leta 1985.